# Římskokatolická farnost Žeranovice
Římskokatolická farnost Žeranovice je územní společenství římských katolíků s farním kostelem sv. Vavřince v děkanátu Holešov. 

## Historie farnosti
První písemná zmínka o obci pochází z roku 1297. První zmínka o žeranovickém kostele sv. Vavřince pochází z roku 1322. V době předbělohorské byla farnost protestantská. Následně se stala filiálkou farnosti holešovské a následně mysločovické. Od roku 1759 byly Žeranovice spravovány vlastními kuráty, roku 1784 byla v obci zřízena lokálie.
Současný kostel byl postaven na místě staršího kostela v letech 1897–1900. Budova fary je z roku 1759; doznala řady přestaveb.

## Duchovní správci
Od roku 2007 byl farářem R. D. Mgr. Antonín Ptáček. Od 1. července 2019 byl novým farářem ustanoven R. D. Mgr. Radomír Němeček.

## Bohoslužby
| Kostel              | Místo      | Bohoslužba (den)            | Hodina                        | Poznámka     |
| ------------------- | ---------- | --------------------------- | ----------------------------- | ------------ |
| kostel sv. Vavřince | Žeranovice | neděle pondělí pátek sobota | 8.00 17.00 8.00 (1. v měsíci) | farní kostel |

## Aktivity ve farnosti
Ve farnosti se pravidelně koná tříkrálová sbírka. V roce 2018 činil její výtěžek 32 543 korun.